# Эпитафия князей Силезии
Эпитафия князей Силезии (лат. Epytaphia ducum Silesiae; пол. Nagrobki xiazat sxlaskich) — составленный в XIV веке на латинском языке, снабжённый генеалогическими экскурсами перечень князей Силезии, Вроцлава и Глогува. Сохранилась в рукописи XV веке. Эпитафия охватывает период с 1162 по 1352 годы.

## Издания
- Epytaphia ducum Silesiae / ed. W. Arndt // MGH, SS. T. 19. Hannover, 1866, p. 550—552[1].

- Nagrobki xiazat sxlaskich / wydal A. Bielowski // MPH, Tomus 3. Lwow. 1878, p. 710—714[2].

## Переводы на русский язык
- Эпитафия князей Силезии в переводе А. С. Досаева на сайте Восточная литература